# Marcusenius ntemensis
Marcusenius ntemensis es una especie de pez elefante eléctrico en la familia Mormyridae presente en los ríos Ntem e Ivindo. Es nativa de Camerún y Gabón; puede alcanzar un tamaño aproximado de 255 mm.
Respecto al estado de conservación, se puede indicar que de acuerdo a la IUCN, esta especie se puede catalogar dentro de la categoría «vulnerable (VU)».